# Crangonyx anomalus
Crangonyx anomalus är en kräftdjursart som beskrevs av Leslie Raymond Hubricht 1943. Crangonyx anomalus ingår i släktet Crangonyx och familjen Crangonyctidae. Inga underarter finns listade i Catalogue of Life.